# 博卡波因特 (佛羅里達州)
博卡波因特（英語：Boca Pointe）是位於美國佛羅里達州棕櫚灘縣的一個人口普查指定地區。

## 地理
博卡波因特的座標為26°20′10″N 80°09′40″W / 26.33611°N 80.16111°W，而該地最高點為海拔高度4米（即13英尺）。

## 人口
根據2010年美國人口普查的數據，博卡波因特的面積為3.00平方千米，當中陸地面積為3.00平方千米，而水域面積為0.00平方千米。當地共有人口3302人，而人口密度為每平方千米1,100人。